# Izworiszte
Izworiszte (bułg. Изворище) – wieś w południowo-wschodniej Bułgarii, w obwodzie Burgas, w gminie Burgas. Według danych Narodowego Instytutu Statystycznego, 31 grudnia 2011 roku wieś liczyła 393 mieszkańców.